# آندری سریوبکو
آندری سریوبکو (اوکراینی: Андрій Васильович Срюбко؛ زادهٔ ۲۱ اکتبر ۱۹۷۵) بازیکن هاکی روی یخ اهل اتحاد جماهیر شوروی سوسیالیستی است. او همچنین از بازیکنان هاکی روی یخ در المپیک زمستانی ۲۰۰۲ بوده است.